# A.L. Snijders
A.L. Snijders, pseudoniem van Peter Cornelis Müller (Amsterdam, 24 september 1937 – Klein Dochteren, 7 juni 2021), was een Nederlands schrijver. Hij was de bedenker van een nieuw literair genre dat het 'zeer korte verhaal' (ZKV/zkv) wordt genoemd.

## Biografie
A.L. Snijders studeerde Nederlands aan de Universiteit van Amsterdam en was tussen 1965 en 1998 als leraar Nederlands werkzaam op diverse middelbare scholen en de politieschool De Cloese te Lochem. Als schrijver debuteerde hij in 1992 met Ik leef aan de rand van de wereld. Hij maakte nadien furore als auteur van columns (onder andere bij Het Parool) en staat thans bekend als een van de schrijvers gespecialiseerd in het zeer korte verhaal. In 2006 verscheen in de reeks van de Stichting De Roos het boek L.H. en A.L. / A.L. en L.H., geschreven tezamen met de auteur L.H. Wiener. In hetzelfde jaar verscheen bij AFdH Uitgevers de eerste zkv-bundel, getiteld Belangrijk is dat ik niet aan lezers denk. Hierin zijn 336 zkv's verzameld. Deze bundel is geïllustreerd door zijn jongste zoon, Gijs Müller (1971). Hiermee oogstte hij in de media veel lof, onder anderen van Pieter Steinz (toenmalig recensent van NRC-Handelsblad). In 2010 kreeg hij de Constantijn Huygens-prijs voor zijn gehele oeuvre. Sinds 2012 wordt er een A.L. Snijdersprijs uitgereikt voor verhalen van maximaal 220 woorden.
Hij las wekelijks een eigen zkv voor in het VPRO-radioprogramma De Avonden, tot dat in december 2013 werd opgeheven. Hij las zijn verhalen ook voor in het KRO-NCRV-radioprogramma De Ochtend van 4, op zondagochtend. Hij was regelmatig te gast op diverse literaire podia.
Sinds 11 mei 2015 publiceerde A.L. Snijders wekelijks een zkv in DS Weekblad, een weekendbijlage bij de Belgische krant De Standaard. In hetzelfde jaar stelde hij voor Nederland Leest een bloemlezing samen met veertig korte verhalen van anderen, als ‘staalkaart’ van de Nederlandse literatuur. Deze verscheen in november 2015. Ook scheef hij jarenlang zkv's voor de VPRO-gids. 
A.L. Snijders trouwde driemaal. Hij was 52 jaar samen met Y.O. (Y) Müller-Sweering (1936) totdat zij overleed in 2018. Samen hadden ze vijf kinderen. In 2019 hertrouwde hij met de actrice Ineke Swanevelt. 
A.L. Snijders overleed geheel plotseling thuis, aan zijn bureau, in 2021 op 83-jarige leeftijd.